# مدل بروئر و نش
مدل بروئر و نش (به انگلیسی: Brewer and Nash model) برای تأمین کنترل دسترسی امنیت اطلاعات به صورت پویا ساخته شده‌است. این مدل که به عنوان مدل دیوار چین نیز نامیده می‌شود، برای ارائه کنترل در راستای کاهش تضاد منافع در سازمانهای تجاری بر مبنای مدل جریان اطلاعات طراحی شده‌است.
در این مدل هیچگونه اطلاعاتی بین سوژه‌ها و اشیا نمی‌تواند جریان داشته باشد، که باعث رفع تضاد منافع می‌گردد.

## موارد بیشتر
- مدل امنیت کامپیوتر